# Henry T. Nicholas III
Henry T. Nicholas III en av grundarna till det amerikanska företaget Broadcom. Han är enligt Forbes miljardär i dollar.

## Fotnoter
1. ↑  läs online, www.ieee.org .[källa från Wikidata]